# Fredrikke Egeberg
Fredrikke Egeberge (23 novembre 1815 - 16 mai 1861) est une pianiste et compositrice norvégienne.

## Biographie
Annichen Fredrikke Sophie Egeberge est née à Christiania de Westye Egeberg (en) (1770–1830, immigrant danois) et Anna Sophie Muus (1775–1862). Sa famille était riche grâce à l'entreprise de bois de son père. Egeberg est la plus jeune de la fratrie de neuf enfants et la seule fille. Elle est la sœur de Westye Martinus Egeberg (nl) et du docteur Christian Egeberg et la tante de Ferdinand Julian Egeberg (en), Einar Westye Egeberg (en) et Theodor Christian Egeberg (nl).
Le violoniste Ole Bull, un ami de la famille, joue souvent aux concerts de musique de chambre de la famille. Christian, le frère d'Egeberg, deviendra un violoncelliste amateur accompli et ses deux nièces, Anna Egeberg et Fredrikke Lindboe, sont des compositrices de chansons et de pièces pour piano.
Egeberg devient pianiste, jouant du piano à Old Aker Church (en), l'église située près de la propriété familiale de Løkken, et parfois lors de concerts avec l'orchestre du lycée. Après 1840, Egeberg est très productive comme compositrice avec plus de trente chansons et œuvres pour piano et chorale et devient populaire dans les années 1850. 
Fredrikke Egeberg vivait à Vestfold où elle est morte en 1861,.

## Œuvres
- 4 Kirkesange, 1850
- Norske Sange, ca. 1850
  - Sex Sange uden Ord pour clavier, ca. 1850
- Arioso et Springdans, 1851
- 3 Sange af Arne (texte : B. Bjørnson), 1876